# Опивень
Опивень (біл. Апівень; від «пити», «випивати») — персонаж білоруської міфології, лісовий дух та чортик що живе в глибині лісу, а також у кожному селі та селищі. Він з'являється під час будь-якого, навіть самого маленького бенкету чи трапези й змушує людей випити якмога більше алкоголю. Крім цього, він, також, обожнює жартувати. Проте, побачити його можна тільки у насправді доброму напої. 

## Опис
Опивень це лісовий дух, що живе в глибині лісу, а також у кожному селі та селищі. Найчастіше постає у вигляді невіданої істоти всієї покритої шерстю, відносно невеликого росту, з довгим хвостом, голова його за формою нагадує людську, проте, зі свинячим рилом, і з величезними рогами на ній. Він з'являється під час будь-якого, навіть самого маленького бенкету чи трапези, де досить уважно спостерігає за тим, хто скільки випиває, після чого — починає лізти до всіх людей, що сидять за столом і спокушати їх випити якомога більше алкоголю. А тих, хто п'є недостатньо багато, або не п'є зовсім — він набагато активніше підбурює випити, але якщо йому все одно це не вдається — Опивень підсипає жертві в напій чарівне зілля, від якого та миттєво і сильно п'яніє. Як тільки людина досягає потрібної кондиції — дух починає всіляко над нею жартувати: дражнить їх, скидає під стіл, вибиває речі з рук. Опивня неможливо перепити, і скільки б він не випив — він не сп'яніє. Людина може побачити його тільки бувши воістину неймовірно п'яним, або, у відбитті дійсно гарного напою.